# Bielidży
Bielidży – osiedle typu miejskiego w Rosji, w Dagestanie. W 2010 roku liczyło 12 236 mieszkańców.